# Bricolage (album)
Bricolage – pierwszy album wydany przez Amona Tobina pod jego własnym imieniem i nazwiskiem w wytwórni Ninja Tune w 1997 roku. Album ten różnił się od jego poprzedniego dzieła, Adventures in Foam zawierając więcej elementów jazzu oraz jungle.

## Lista utworów
1. „Stoney Street” – 5:53
2. „Easy Muffin” – 5:01
3. „Yasawas” – 5:24
4. „Creatures” – 5:21
5. „Chomp Samba” – 6:07
6. „The New York Editor” – 4:56
7. „Defocus” – 5:10
8. „The Nasty” – 4:35
9. „Bitter & Twisted” – 5:05
10. „Wires & Snakes” – 5:27
11. „One Day In My Garden” – 5:43
12. „Dream Sequence” – 7:19
13. „One Small Step” – 6:11
14. „Mission” – 7:08